# Oryzomys
Oryzomys is een geslacht van knaagdieren uit de Oryzomyini. De 11 soorten komen voor van het zuiden van Noord-Amerika tot het uiterste noorden van Zuid-Amerika.

## Soorten
Het geslacht kent de volgende soorten:
- Oryzomys albiventer
- Oryzomys antillarum (uitgestorven)
- Oryzomys couesi
- Oryzomys dimidiatus
- Oryzomys fulgens
- Oryzomys gorgasi
- Oryzomys mexicanus
- Oryzomys nelsoni (uitgestorven)
- Oryzomys palustris
- Oryzomys peninsulae (mogelijk uitgestorven)
- Oryzomys texensis

Aegialomys · Amphinectomys · Casiomys · Cerradomys · Drymoreomys · Eremoryzomys · Euryoryzomys · Handleyomys · Holochilus · Hylaeamys · Lundomys · Megalomys · Megaoryzomys · Melanomys · Microakodontomys · Microryzomys · Mindomys · Neacomys · Nectomys · Nephelomys · Nesoryzomys · Noronhomys · Oecomys · Oligoryzomys · Oreoryzomys · Oryzomys · Pattonimus · Pennatomys † · Pseudoryzomys · Scolomys · Sigmodontomys · Sooretamys · Tanyuromys · Transandinomys · Zygodontomys